# Марсело Олівейра Феррейра
Марсело Олівейра Феррейра (порт. Marcelo Oliveira Ferreira, нар. 29 березня 1987, Салвадор) — бразильський футболіст, півзахисник клубу «Греміо».

## Ігрова кар'єра
Народився 29 березня 1987 року в місті Салвадор. Вихованець футбольної школи клубу «Корінтіанс». Дорослу футбольну кар'єру розпочав 2006 року в основній команді того ж клубу, проте основним гравцем не був, тому здавався в оренду в інші бразильські клуби «Пауліста», «Греміу Баруері» та «Атлетіку Паранаенсе». В перервах між орендами, 2009 року з рідним «Корінтіансом» ставав володарем Кубка Бразилії та переможцем Ліги Пауліста.
На початку 2012 року перейшов у «Крузейру», де провів один сезон, після чого був відданий в оренду в «Палмейрас».
До складу клубу «Греміо» приєднався на початку 2015 року на правах вільного агента і виграв з командою Кубок Бразилії (2016) та Кубок Лібертадорес (2017). Станом на 13 грудня 2017 відіграв за команду з Порту-Алегрі 71 матч в національному чемпіонаті.

## Титули і досягнення
- Володар Кубка Бразилії (2):

«Корінтіанс»: 2009
«Греміо»: 2016
- Переможець Ліги Пауліста (1):

«Корінтіанс»: 2009
- Володар Кубка Лібертадорес (1):

«Греміо»: 2017
- Переможець Рекопи Південної Америки (1):

«Греміо»: 2018